# 皮膚を売った男
『皮膚を売った男』（ひふをうったおとこ、The Man Who Sold His Skin）は、カウテール・ベン・ハニア監督・脚本による2020年のドラマ映画。出演はヤヤ・マヘイニとディア・リアンなど。隣国レバノンで不自由な難民生活を送ることになったシリアの青年が、世界的な現代アーティストによってタトゥーを背中に入れたことで「生きた芸術品」となり、思いも寄らぬ自由と大金を手に入れるなど、数奇な運命を歩むことになるさまを皮肉や社会風刺を織り交ぜて描いている。プロットはベルギーの現代アーティストのヴィム・デルボアの作品『Tim』（2006年）に触発されている。
第93回アカデミー賞国際長編映画賞にチュニジア代表作として出品され、ノミネートされた。
第77回ヴェネツィア国際映画祭のオリゾンティ部門でプレミア上映が行われ、本来は弁護士のヤヤ・マへイニが男優賞を受賞した。日本では第33回東京国際映画祭の「TOKYOプレミア2020」部門で上映された。

## ストーリー
ラッカに住むサムとアビールのカップルはシリア内戦の影響で引き裂かれてしまう。サムがレバノンに逃げている間、アビールは家族により裕福な男との結婚を推し進められ、ブリュッセルへの移住を迫られる。彼女を取り戻す資金とヨーロッパ移住ビザを手に入れるため、サムは物議を醸す現代アーティストに接触して自分の背中にタトゥーを入れる契約を交わす。サムは生ける芸術作品になって美術館に展示されるが、次第に自分の肌以上のものを売ってしまったことに気付いていく。

## キャスト
- サム: ヤヤ・マへイニ
- アビール: ディア・リアン
- ジェフリー: ケーン・デ・ボーウ（英語版）
- ソラヤ: モニカ・ベルッチ
- サムの母: ダリナ・アル・ジュンディ（英語版）
- ウィリアム: クリスチャン・ヴァディム
- 保険業者: ヴィム・デルボア

## 作品の評価
Rotten Tomatoesによれば、51件の評論のうち高評価は88%にあたる45件で、平均点は10点満点中7.2点、批評家の一致した見解は「『皮膚を売った男』は芸術と商業主義の間の緊張を強力な燃料として使って自由と人間の尊厳について考えさせられる物語を描いている。」となっている。
Metacriticによれば、16件の評論のうち、高評価は11件、賛否混在は5件、低評価はなく、平均点は100点満点中64点となっている。